# Wyżnia Spiska Przełączka
Wyżnia Spiska Przełączka, Spiska Przełączka Wyżnia (słow. Vyšná Mačacia štrbina, niem. Obere Katzenscharte, węg. Felső Macskacsorba) – drobna przełęcz w południowo-zachodniej grani Spiskiej Grzędy w słowackiej części Tatr Wysokich. Jest pierwszym od góry siodłem w tej grani i oddziela od siebie główny, północno-zachodni wierzchołek Spiskiej Grzędy na północnym wschodzie i bliższą z dwóch Spiskich Turniczek, Zadnią Spiską Turniczkę, na południowym zachodzie.
Przełęcz jest wyłączona z ruchu turystycznego. Jej północno-zachodnie stoki opadają do górnej części Baraniego Ogrodu w Dolinie Pięciu Stawów Spiskich, natomiast południowo-wschodnie – do Wyżniego Spiskiego Kotła. Najdogodniejsze drogi dla taterników prowadzą na siodło ze Spiskiego Przechodu w południowo-wschodniej grani Wyżniego Baraniego Zwornika oraz z Doliny Pięciu Stawów Spiskich przez Wyżni Spiski Kocioł.
Pierwsze wejścia:
- letnie – József Déry i przewodnik Johann Hunsdorfer senior, 21 lipca 1896 r.,
- zimowe – Gyula Komarnicki, 6 lutego 1916 r.[2]